# Liste der Baudenkmäler in Löhne
Die Liste der Baudenkmäler in Löhne enthält die denkmalgeschützten Bauwerke auf dem Gebiet der Stadt Löhne im Kreis Herford in Nordrhein-Westfalen (Stand: 1. Januar 2017). Diese Baudenkmäler sind in der Denkmalliste der Stadt Löhne eingetragen; Grundlage für die Aufnahme ist das Denkmalschutzgesetz Nordrhein-Westfalen (DSchG NRW).

| Bild | Bezeichnung                                                                        | Lage                                                                  | Beschreibung | Bauzeit                 | Eingetragen seit | Denkmal- nummer |
| --- | ---------------------------------------------------------------------------------- | --------------------------------------------------------------------- | --- | ----------------------- | ---------------- | --------------- |
| weitere Bilder | Ev.-luth. Kirche in Mennighüffen                                                   | Lübbecker Straße 141 Karte                                            | Saalkirche |                         | 22.06.1982       | 1 a)            |
| BW | Kirchhofsmauer u. d. Grabsteine                                                    | Lübbecker Straße 141 Karte                                            | |                         | 16.10.1992       | 1 b)            |
| BW | Kirchenglocke                                                                      | Lübbecker Straße 141 Karte                                            | | 1837                    | 16.01.1997       | 1 c)            |
| weitere Bilder | Rürupsmühle                                                                        | Loher Straße 6 Karte                                                  | Fachwerkhaus - Wassermühle | vor 1587                | 16.03.1983       | 2               |
| weitere Bilder | Wasserschloss Ulenburg                                                             | Ulenburg Ulenburger Buchenallee 16 Karte                              | Schlossanlage mit Herrenhaus, Gräfte, Park und Mühle                                                                                |                         | 23.01.1984       | 3 a)            |
| Turmuhr des Wasserschlosses Ulenburg | Turmuhr des Wasserschlosses Ulenburg                                               | Ulenburg Ulenburger Buchenallee 16 Karte                              | |                         | 08.08.1994       | 3 b)            |
| Pfarrkirche (Martin-Luther-Kirche) der Ev.-luth. Kirchengemeinde Löhne                                                                                           | Pfarrkirche (Martin-Luther-Kirche) der Ev.-luth. Kirchengemeinde Löhne             | Bünder Straße 173 Karte                                               | ev. Predigtkirche |                         | 26.10.1983       | 4               |
| weitere Bilder | Pfarrkirche der Ev. Kirchengemeinde Gohfeld                                        | Weihestraße 30 Karte                                                  | mittelalterlicher Westturm mit saalförmigem Kirchenschiff                                                                           | 1735                    | 26.10.1983       | 5 a)            |
| Grabsteine westlich des Kirchturmes | Grabsteine westlich des Kirchturmes                                                | Weihestraße 30 Karte                                                  | |                         | 08.08.1994       | 5 b)            |
| Grabsteine Nolting und Döring | Grabsteine Nolting und Döring                                                      | Weihestraße 30 Karte                                                  | |                         | 10.10.1995       | 5 c)            |
| BW | 3 Kirchenglocken                                                                   | Weihestraße 30 Karte                                                  | | 1732/1785/1786          | 16.01.1997       | 5 d)            |
| weitere Bilder | Pfarrkirche (Christuskirche) und Pfarrhaus der Ev.-Luth. Kirchengemeinde Obernbeck | Kirchstraße 12/14 Karte                                               | ev. Predigtkirche im Jugendstil | 1914                    | 26.10.1983       | 6 Wikidata      |
| Herrenhaus von Haus Gohfeld | Herrenhaus von Haus Gohfeld                                                        | Börstelstraße 70 Karte                                                | alter Rittersitz |                         | 04.03.1987       | 7               |
| BW | Altes Konfirmandensaal – Gebäude der Ev.-luth. Kirchengemeinde Mennighüffen        | Lübbecker Straße 139 Karte                                            | Konfirmandensaalgebäude mit Elementen aus der Backsteingotik                                                                        |                         | 12.03.1987       | 8               |
| BW | Historischer Grenzstein                                                            | Windmühlenweg 6 Karte                                                 | Markierung der ehem. Grenze Grafschaft Ravensberg/Bistum Minden                                                                     | vor 1542                | 27.11.1987       | 9               |
| BW | Historischer Grenzstein                                                            | Auf dem Stickdorn 65 Karte                                            | -wie 9 - erneuert 1937, ursprünglich Stein auf Burg Vlotho                                                                          |                         | 27.11.1987       | 10              |
| BW | Historischer Grenzstein                                                            | Neuenhagener Weg 9 Karte                                              | - wie 9 - |                         | 27.11.1987       | 11              |
| BW | Historischer Grenzstein                                                            | Knickstraße 18 Karte                                                  | - wie 9 - |                         | 27.11.1987       | 12              |
| BW | Historischer Grenzstein                                                            | Knickstraße 18 Karte                                                  | - wie 9 - |                         | 27.11.1987       | 13              |
| [[Vorlage:Bilderwunsch/code!/C:52.2160453,8.7297331!/D:Fachwerkhaus (Bauernhaus) mit Backhaus (Backhaus gelöscht am 09.07.1993), Mittelstraße 46!/\|BW]]         | Fachwerkhaus (Bauernhaus) mit Backhaus (Backhaus gelöscht am 09.07.1993)           | Mittelstraße 46 Karte                                                 | Vierständerbauernhaus mit Backhaus                                                                                                  |                         | 29.02.1988       | 14              |
| Gedenkstein „Gefecht bei Gohfeld auf der Blutwiese“ | Gedenkstein „Gefecht bei Gohfeld auf der Blutwiese“                                | an der Börstelstraße Karte                                            | ca. 8 Findlinge mit Aufschrift |                         | 25.07.1988       | 15              |
| BW | Obelisk auf dem Erbbegräbnis Eßer                                                  | Gemarkung Ulenburg Karte                                              | Monument mit Inschrift | 1787                    | 26.07.1988       | 16              |
| BW | ehem. Feuerwehrgerätehaus Mennighüffen                                             | Lübbecker Straße (am Sportplatz Drosselhain) Karte                    | Feuerwehrgerätehaus | 1920er Jahre            | 04.11.1988       | 17              |
| BW | Fotoatelier Schäffer                                                               | Im Wiesengrunde 6 Karte                                               | Ziegelsteinbau | 1880/90                 | 29.11.1988       | 18              |
| BW | Bad Langengraß                                                                     | Alter Salzweg 161 Karte                                               | Bauernbad | um 1870                 | 30.11.1988       | 19              |
| weitere Bilder | Bahnhof Löhne, Empfangsgebäude                                                     | Bünder Straße 16 Karte                                                | Empfangsgebäude | 1913ff.                 | 21.12.1988       | 20              |
| BW | Kötterhaus                                                                         | Dorfstraße 43 Karte                                                   | Fachwerk-Kötterhaus | 1861                    | 15.01.1990       | 21              |
| weitere Bilder | Fachwerkhaus                                                                       | Neuer Weg 172 Karte                                                   | Fachwerk-3-Ständerbau | 1842                    | 07.05.1990       | 22              |
| BW | Zwillingshäuser                                                                    | Dorfstraße 1 und Dorfstraße 3 Karte                                   | zwei identisch erbaute Fachwerkhäuser                                                                                               | 1890                    | 07.05.1990       | 23              |
| BW | Kronprinzenbrücke                                                                  | Brücke im Zuge der ehem. L 773 über die Werre, Lübbecker Straße Karte | Segmentbogenbrücke | 1905                    | 11.06.1990       | 24              |
| [[Vorlage:Bilderwunsch/code!/C:52.2058734,8.7796313!/D:Hofanlage Eickenjäger (gelöscht), Mühlenstraße 39!/\|BW]]                                                 | Hofanlage Eickenjäger (gelöscht)                                                   | Mühlenstraße 39 Karte                                                 | Vierständerhaupthaus und Fachwerkspeicher                                                                                           |                         | 16.11.1990       | 25              |
| [[Vorlage:Bilderwunsch/code!/C:52.1922377,8.6936489!/D:ehem. Oberbehmer Mühlenwerke aufgeteilt:, Bünder Straße 290/292!/\|BW]]                                   | ehem. Oberbehmer Mühlenwerke aufgeteilt:                                           | Bünder Straße 290/292 Karte                                           | Mühlenensemble |                         | 29.11.1990       | 26              |
| [[Vorlage:Bilderwunsch/code!/C:52.1922377,8.6936489!/D:ehem. Bürogebäude ehem. Wohngebäude ehem. Wagenremise, Bünder Straße 290/292!/\|BW]]                      | ehem. Bürogebäude ehem. Wohngebäude ehem. Wagenremise                              | Bünder Straße 290/292 Karte                                           | Zum Mühlenensemble Denkmalnummer 26 gehörig                                                                                         |                         | 29.11.1990       | 26 a)           |
| [[Vorlage:Bilderwunsch/code!/C:52.1922377,8.6936489!/D:achteckiger Schornstein Mühlenhauptgebäude, Bünder Straße 290/292!/\|BW]]                                 | achteckiger Schornstein Mühlenhauptgebäude                                         | Bünder Straße 290/292 Karte                                           | Zum Mühlenensemble Denkmalnummer 26 gehörig                                                                                         |                         | 29.11.1990       | 26 b)           |
| BW | Silo mit Erschließungsturm                                                         | Bünder Straße 290/292 Karte                                           | Zum Mühlenensemble Denkmalnummer 26 gehörig                                                                                         |                         | 29.11.1990       | 26 c)           |
| weitere Bilder | Transloziertes Zweiständerhaus                                                     | Loher Straße 6 Karte                                                  | Fachwerkhaus aus Hiddenhausen-Oetinghausen transloziert auf das Gelände der Museumsanlage „Rürups Mühle“                            | 1727                    | 07.12.1990       | 27              |
| BW | Fachwerkhaus                                                                       | Im Büschen 7 Karte                                                    | Vier-Ständerbau, Typ niederdeutsches Hallenhaus                                                                                     | 1850                    | 11.03.1991       | 28              |
| BW | Fachwerkhaus                                                                       | Am Kreuzkamp 52 Karte                                                 | niederdeutsches Hallenhaus | 1792                    | 20.03.1991       | 29              |
| BW | Villa                                                                              | Oeynhausener Straße 18 Karte                                          | Villa, Formen der Neurenaissance | spätes 19. Jh.          | 18.06.1991       | 30              |
| BW | Kriegerehrenmal in Gohfeld                                                         | Ecke Löhner Straße/Weihestraße Karte                                  | |                         | 21.11.1991       | 31              |
| BW | Fachwerkhaus                                                                       | Am Steinbrink 31 Karte                                                | kleinbäuerliches Fachwerkhaupthaus                                                                                                  |                         | 17.11.1992       | 32              |
| [[Vorlage:Bilderwunsch/code!/C:52.2410064,8.7087712!/D:Fachwerkspeicher (gelöscht am 16.09.2003), Wulferdingsener Straße 18!/\|BW]]                              | Fachwerkspeicher (gelöscht am 16.09.2003)                                          | Wulferdingsener Straße 18 Karte                                       | eingeschossiges Speichergebäude |                         | 26.11.1992       | 33              |
| [[Vorlage:Bilderwunsch/code!/C:52.1931554,8.7158726!/D:Königsbrücke (gelöscht am 19.11.1997), Brücke im Zuge der L 773 über die Gleisanlage, Königstraße!/\|BW]] | Königsbrücke (gelöscht am 19.11.1997)                                              | Brücke im Zuge der L 773 über die Gleisanlage, Königstraße Karte      | Brücke in Stahl als Halbparabelfachwerkkonstruktion                                                                                 |                         | 17.03.1993       | 34              |
| [[Vorlage:Bilderwunsch/code!/C:52.21234955,8.7126491!/D:Torbogen und Portal (Torbogen gelöscht am 29.09.1994), Haus Beck 1!/\|BW]]                               | Torbogen und Portal (Torbogen gelöscht am 29.09.1994)                              | Haus Beck 1 Karte                                                     | Barockes Hauptportal und Torbogen über Zufahrt zur Anlage                                                                           |                         | 15.07.1993       | 35              |
| Fachwerkhaus | Fachwerkhaus                                                                       | Bischofshagen Häger Straße 5 Karte                                    | Großes niederdeutsches Hallenhaus als Vierständerbau                                                                                | 1819                    | 21.07.1993       | 36              |
| BW | Backhaus                                                                           | Sudbachtal 21 Karte                                                   | Kleines Backhaus von 4 Gebinden mit Backofen                                                                                        |                         | 27.07.1993       | 37              |
| BW | Fachwerkhaus                                                                       | Geisebrink 65 Karte                                                   | Vierständerbau | 1837                    | 16.08.1993       | 38              |
| BW | Jahn-Denkmal                                                                       | Weihestraße Karte                                                     | Ehrenmal |                         | 26.04.1994       | 39              |
| weitere Bilder | Gedenkstein sowie Kaiser-Wilhelm Eiche                                             | Häger Straße Karte                                                    | Ehrenmal |                         | 26.04.1994       | 40              |
| BW | Ehrenmal „Auf der Egge“ mit Sedansgrotte                                           | Eggeweg Karte                                                         | Ehrenmal |                         | 26.04.1994       | 41              |
| Kreuz auf dem Spatzenberg | Kreuz auf dem Spatzenberg                                                          | Zum Spatzenberg Karte                                                 | Eichenkreuz |                         | 26.04.1994       | 42              |
| BW | Ehrenmal in Löhne-Bahnhof                                                          | Oeynhausener Straße 41 Karte                                          | Mahnmal |                         | 26.04.1994       | 43              |
| BW | Fachwerkkotten                                                                     | Häger Straße 23 Karte                                                 | Fachwerk-Vierständerbau und Einfriedigungsmauer                                                                                     |                         | 30.09.1994       | 44              |
| BW | Fachwerkhaus                                                                       | Voßsiek 3 Karte                                                       | fachwerkener Vierständerbau | 1827                    | 03.07.1995       | 45              |
| [[Vorlage:Bilderwunsch/code!/C:52.241507,8.7087782!/D:Fachwerkkotten (gelöscht am 26.10.2010), Wulferdingsener Straße 21!/\|BW]]                                 | Fachwerkkotten (gelöscht am 26.10.2010)                                            | Wulferdingsener Straße 21 Karte                                       | Fachwerkkotten von 4 Gebinden |                         | 02.07.1996       | 46              |
| BW | Fachwerkhaus und Fachwerkscheune                                                   | Löhner Straße 174 Karte                                               | | 1782 (Fachwerkhaus)     | 02.07.1996       | 47              |
| BW | Fachwerkhaus                                                                       | Bahnhofstraße 84 Karte                                                | fachwerkener Vierständerbau |                         | 02.07.1996       | 48              |
| BW | Fachwerkhaus mit Nebengebäude                                                      | Im Büschen 11 Karte                                                   | fachwerkener Vierständerbau und fachwerkenes Nebengebäude                                                                           |                         | 02.07.1996       | 49              |
| BW | Fachwerkgebäude                                                                    | Voßsiek 6 Karte                                                       | fachwerkener Vierständerbau |                         | 02.07.1996       | 50              |
| [[Vorlage:Bilderwunsch/code!/C:52.2436344,8.7081275!/D:Fachwerkhaupthaus (gelöscht am 11.02.1997), Zur Helle 6!/\|BW]]                                           | Fachwerkhaupthaus (gelöscht am 11.02.1997)                                         | Zur Helle 6 Karte                                                     | fachwerkener Vierständerbau |                         | 18.11.1996       | 51              |
| [[Vorlage:Bilderwunsch/code!/C:52.2003015,8.7136817!/D:Kirchenglocke von 1928 (gelöscht am 24.11.1999), Bahnhofstraße 3!/\|BW]]                                  | Kirchenglocke von 1928 (gelöscht am 24.11.1999)                                    | Bahnhofstraße 3 Karte                                                 | |                         | 16.01.1997       | 52              |
| BW | Wassermühle Kemena                                                                 | Koblenzer Straße 56 Karte                                             | Wassermühle von 1893 mit komplett erhaltener mühlentechnischen Ausstattung                                                          | 1893                    | 23.05.1997       | 53 a)           |
| BW | Wirtschaftsgebäude und Remise der Wassermühle Kemena                               | Koblenzer Straße 56 Karte                                             | |                         | 19.12.1997       | 53 b)           |
| BW | Borgwardt-Lkw als Bestandteil der Mühlenanlage                                     | Koblenzer Straße 56 Karte                                             | |                         | 12.07.2007       | 53 c)           |
| BW | Haupthaus der Hofanlage Bültestr. 94 b                                             | Bültestraße 94 b Karte                                                | Vierständer-Fachwerkhaus | 1829                    | 12.11.1997       | 54              |
| [[Vorlage:Bilderwunsch/code!/C:52.215949,8.7427712!/D:Backsteingebäude (gelöscht am 20.05.2010), Alte Werster Straße 2!/\|BW]]                                   | Backsteingebäude (gelöscht am 20.05.2010)                                          | Alte Werster Straße 2 Karte                                           | | um 1900                 | 19.12.1997       | 55              |
| Haupthaus des Hofes Alter Salzweg 72 | Haupthaus des Hofes Alter Salzweg 72                                               | Alter Salzweg 72 Karte                                                | Vierständer-Fachwerkhaus (Haupthaus)                                                                                                | 1888                    | 19.12.1997       | 56              |
| BW | Ehem. Haupthaus des Hofes Am Kreuzkamp 46                                          | Am Kreuzkamp 46 Karte                                                 | Vierständer-Fachwerkhaus | 1828                    | 19.12.1997       | 57              |
| BW | Haupthaus des Hofes Am Plasse 7                                                    | Am Plasse 7 Karte                                                     | Vierständer-Fachwerkhaus (Haupthaus)                                                                                                | 1862                    | 19.12.1997       | 58              |
| BW | Haupthaus des Hofes Am Plasse 9                                                    | Am Plasse 9 Karte                                                     | Kleines Vierständer-Fachwerkhaus | 1826                    | 19.12.1997       | 59              |
| BW | Heuerlingshaus                                                                     | Am Zuschlag 7 Karte                                                   | Vierständer-Fachwerkhaus | 1834                    | 19.12.1997       | 60              |
| BW | Haupthaus der Hofanlage Buchenweg 2/4                                              | Buchenweg 2/4 Karte                                                   | Vierständer-Fachwerkhaus | 1881/83                 | 19.12.1997       | 61              |
| Hof Flachsreude 12 | Hof Flachsreude 12                                                                 | Flachsreude 12 Karte                                                  | Vierständer-Fachwerkhaus (Haupthaus)                                                                                                | 1786                    | 19.12.1997       | 62              |
| BW | Haupthaus des Hofes Huchzener Str. 27                                              | Huchzener Straße 27 Karte                                             | Vierständer-Fachwerkhaus | 1820                    | 19.12.1997       | 63              |
| [[Vorlage:Bilderwunsch/code!/C:52.1653581,8.7508099!/D:Hof Knickstr. 4 (gelöscht am 14.04.1998), Knickstraße 4!/\|BW]]                                           | Hof Knickstr. 4 (gelöscht am 14.04.1998)                                           | Knickstraße 4 Karte                                                   | Vierständer-Fachwerkhaus | 1841                    | 19.12.1997       | 64              |
| Hof Kohlflage 2 | Hof Kohlflage 2                                                                    | Kohlflage 2 Karte                                                     | Vierständer-Fachwerkhaus | 1786                    | 19.12.1997       | 65              |
| BW | Hof Krugweg 61                                                                     | Krugweg 61 Karte                                                      | Vierständer-Fachwerkhaus | 1843                    | 19.12.1997       | 66              |
| BW | Hof Löhner Str. 134                                                                | Löhner Straße 134 Karte                                               | Kleinbäuerliches Hofhaus | 1827                    | 19.12.1997       | 67              |
| [[Vorlage:Bilderwunsch/code!/C:52.2024307,8.7574919!/D:Scheune (gelöscht am 25.11.1998), Löhner Straße 167!/\|BW]]                                               | Scheune (gelöscht am 25.11.1998)                                                   | Löhner Straße 167 Karte                                               | Vierständer-Fachwerkhaus | 1818                    | 19.12.1997       | 68              |
| Villa | Villa                                                                              | Lübbecker Straße 64 Karte                                             | Villa | um 1900                 | 19.12.1997       | 69              |
| BW | Haupthaus des Hofes von-Humboldt-Str. 18                                           | von-Humboldt-Straße 18 Karte                                          | Fachwerkenes bäuerliches Haupthaus                                                                                                  | 1763                    | 19.12.1997       | 70              |
| Gutsanlage | Gutsanlage                                                                         | Schweichelner Straße 1 Karte                                          | Gutsanlage | 1823 bzw. 1848          | 19.12.1997       | 71              |
| BW | Ehem. Heuerlingshaus der Hofanlage Schweichelner Str. 7                            | Schweichelner Straße 7 Karte                                          | Ehm. Heuerlingshaus (Zweiständer)                                                                                                   | 1852                    | 19.12.1997       | 72              |
| BW | Heuerlingshaus Schweichelner Str. 14                                               | Schweichelner Straße 14 Karte                                         | Heuerlingshaus (Vierständer) | letztes Drittel 19. Jh. | 19.12.1997       | 73              |
| BW | Wohn- und Wirtschaftsgebäude                                                       | An der Osnabrücker Bahn 62 Karte                                      | Wohn- und Wirtschaftsgebäude/Backsteinbau                                                                                           | 1911                    | 19.12.1997       | 74              |
| weitere Bilder | Ev. Kirche Mahnen                                                                  | Königstraße 26 Karte                                                  | | 1963–65                 | 19.12.1997       | 75              |
| BW | Gartenpavillon                                                                     | Auf der Bülte 20 Karte                                                | Gartenpavillon | um 1910                 | 02.06.1998       | 76              |
| [[Vorlage:Bilderwunsch/code!/C:52.1996264,8.7304824!/D:Hofanlage Oeynhausener Str. 30 (gelöscht am 19.04.2005), Oeynhausener Straße 30!/\|BW]]                   | Hofanlage Oeynhausener Str. 30 (gelöscht am 19.04.2005)                            | Oeynhausener Straße 30 Karte                                          | Hofanlage bestehend aus einem fachwerkenen Haupthaus von 1822, einem Kötterhaus von 1822 und einer etwa zeitgleichen Scheune/Remise | 1822                    | 16.06.1998       | 77              |
| [[Vorlage:Bilderwunsch/code!/C:52.1983304,8.7210027!/D:Kotten der Hofanlage Oeynhausener Str. 28 (gelöscht am 08.08.2000), Oeynhausener Straße 28!/\|BW]]        | Kotten der Hofanlage Oeynhausener Str. 28 (gelöscht am 08.08.2000)                 | Oeynhausener Straße 28 Karte                                          | | 1857                    | 16.06.1998       | 78              |
| BW | Hofanlage                                                                          | Oeynhausener Straße 26 u. 26 b Karte                                  | Haupthaus von 1769 und Kotten der Zeit um 1800                                                                                      | 1769/1800               | 16.06.1998       | 79              |
| BW | Grabstätte Winkelmann auf dem Friedhof Mahnen, Grab Nr. 04 01                      | Auf der Bülte Karte                                                   | | 1906                    | 07.12.2004       | 80              |